# On a Mission (álbum de Katy B)
On a Mission es el álbum debut de la cantante británica de dubstep Katy B. Fue lanzado por el sello discográfico Rinse y por Columbia Records el 1 de abril de 2011. Contó con la colaboración en la producción y en la composición de las letras de tres productores de renombre dentro del ambiente dubstep como son DJ Zinc, Geeneus y Benga.

## Contenido
La misión que Katy B parece haberse propuesto con este debut, la de llevar el dubstep por bandera y usarlo de base de otros estilos, básicamente, extraer de cada género lo que mejor podía adaptarse a este álbum y a cada canción. Podemos encontrar garage, R&B, rave y más concretamente drum n bass, y house, sin llegar a explotar al máximo cada estilo, sino rescatando los elementos más reconocibles y adaptándolos a su propia personalidad. Katy se centró en contar anécdotas de la adolescencia, experiencias de vida, y su incursión dentro del mundo de la música.

## Lista de canciones
Standard Version
| N.º | Título                                | Escritor(es)                      | Productor(es)  | Duración |  |
| 1.  | «Power on Me»                         | Katy B & Geeneus                  | Geeneus        | 4:21     |  |
| 2.  | «Katy on a Mission»                   | Katy B, Benga & Geeneus           | Benga          | 4:11     |  |
| 3.  | «Why You Always Here»                 | Katy B & Geeneus                  | Geeneus        | 5:33     |  |
| 4.  | «Witches' Brew»                       | Katy B, Zinc, Geeneus & Sam Frank | Zinc           | 3:20     |  |
| 5.  | «Movement»                            | Katy B & Zinc                     | Zinc           | 2:41     |  |
| 6.  | «Go Away»                             | Katy B, Geeneus & Magnetic Man    | Geeneus        | 3:35     |  |
| 7.  | «Disappear»                           | Katy B & Geeneus                  | Geeneus        | 3:38     |  |
| 8.  | «Broken Record»                       | Katy B, Geeneus & Zinc            | Geeneus & Zinc | 3:19     |  |
| 9.  | «Lights On» (con Ms. Dynamite)        | Katy B, Geeneus & Ms. Dynamite    | Geeneus        | 3:28     |  |
| 10. | «Easy Please Me»                      | Katy B & Magnetic Man             | Magnetic Man   | 3:56     |  |
| 11. | «Perfect Stranger» (con Magnetic Man) | Katy B & Magnetic Man             | Magnetic Man   | 3:13     |  |
| 12. | «Hard to Get»                         | Katy B, Geeneus & Zinc            | Geeneus & Zinc | 6:53     |  |
| 13. | «Water» (Pista oculta)                | Katy B & Geeneus                  | Geeneus        | 3:14     |  |

| iTunes Bonus Tracks |                                   |               |               |          |  |
| N.º                 | Título                            | Escritor(es)  | Productor(es) | Duración |  |
| 14.                 | «Something New»                   | Katy B & Zinc |               | 3:32     |  |
| 15.                 | «Katy on a Mission» (music video) | Benga         |               | 3:15     |  |

## Posicionamiento en listas
| Charts (2011)                   | Mejor posición |
| ------------------------------- | -------------- |
| Bélgica (Flandes)               | 10             |
| Bélgica (Valonia)               | 70             |
| Irlanda (IRMA)                  | 66             |
| Polonia (Polish Albums Chart)   | 68             |
| Escocia (Scottish Albums Chart) | 4              |
| Reino Unido (UK Albums Chart)   | 2              |
| Reino Unido (UK Download Chart) | 2              |
| Reino Unido (UK Dance Chart)    | 1              |